# Орсук
Орсу́к (рос. Орсук) — село у складі Петровськ-Забайкальського району Забайкальського краю, Росія. Входить до складу Катангарського сільського поселення.

## Населення
Населення — 213 осіб (2010; 213 у 2002).
Національний склад (станом на 2002 рік):
- росіяни — 99 %